# 結束バンド (ユニット)
結束バンド（けっそくバンド、Kessoku Band）は、はまじあき原作の漫画『ぼっち・ざ・ろっく！』及びそのアニメ化作品に登場する、劇中の同名ガールズバンドを再現した、実在するバンド形式の音楽ユニットの名称である。レーベルはアニプレックス。
漫画・アニメ劇中の結束バンドは、後藤ひとり・伊地知虹夏・山田リョウ・喜多郁代の4人で構成されているが、本項目の結束バンドはアニメにおける各キャラクターの声優がボーカルを担当し、ギター、ベース、ドラムを声優ではない奏者が基本的に担当している（後述）。
初アルバムである『結束バンド』は、CD初週売上7.3万枚、ダウンロード・アルバム・チャートでは売上1位を記録した他、SpotifyのGlobal Top Debut Albumでランクインするなど大ヒットした。

## 概要
『ぼっち・ざ・ろっく！』アニメ制作に伴い、漫画原作劇中の「結束バンド」による音楽を再現し描写することが試みられた。実際の作詞・作曲は複数の人間が担当しているが（特に作曲は、現役でバンド活動をしている人物にオファーされることが多い）「作中で作詞を担当している設定の、後藤ひとりが書きそうな歌詞」という前提のもとに作詞され、「下北沢のロックバンドである劇中の結束バンドが演奏しそうな曲（下北沢のギターロック）」という形に、編曲でアレンジが行われている。主に編曲を担当したのは三井律郎で、原作にあるひとりの「キレのあるストローク」「歌うようなギタービブラートのかけ方」と描写されているような各キャラの演奏技量、演奏の癖や、「（劇中で編曲を担当している設定の）山田リョウならどう編曲するか」を考えながら作業を行っているという。また近年の「弾いてみた動画」などで公開されている実際の高校生の演奏が非常にうまくなっているため、「高校生レベルの演奏」という点に関しては考えないようにしたという。
歌唱を担当するのは主に、原作及びアニメ作中でボーカルを担当しているキャラクターである喜多郁代役の長谷川育美だが、（原作では歌っている設定はなく、アニメでも歌っている場面は直接描かれていない）青山吉能（後藤ひとり 役）、鈴代紗弓（伊地知虹夏 役）、水野朔（山田リョウ 役）がそれぞれボーカルを担当している曲もあり、それらも皆「結束バンド」名義。アニメでは「山田リョウがコーラスも担当」という設定が追加され、アニメ劇中音源およびアルバム音源では実際にリョウ役の水野がコーラスも担当している。
2022年12月に発売された初アルバム「結束バンド」が大ヒットし、第18回声優アワードで歌唱賞を受賞するなど、アルバム及びユニットがそれぞれ複数の上位ランキングや賞を獲得。アニメ自体も大人気となった結果、「結束バンド」による音楽活動も活発化。2023年5月24日には新シングル「光の中へ」を発売。2023年5月21日には初のワンマンライブ「結束バンドLIVE-恒星-」を開催。2024年9月8日から12月22日までのスケジュールで、日本5カ所を回るライブツアー「結束バンドZEPP TOUR 2024 “We Will”」を開催。JAPAN JAM 2024/2025、ROCK IN JAPAN FES. 2024/2025など一般のロックフェスにも「結束バンド」名義で参加。
2023年10月28日にはNHKホールで開催された「NHK WORLD-JAPAN Music Festival 2023」に、ボーカルの長谷川が楽器演奏メンバーと共に出演。この模様は後日TVでも配信され「結束バンド」初のTV出演となった。2024年6月15日には「結束バンド」初のTV生放送として、生歌唱を担当した長谷川を含むキャスト4人がVenue101に出演した。
2024年6月7日と6月19日にはTHE FIRST TAKEに出演し、長谷川が「ギターと孤独と蒼い惑星」「月並みに輝け」を歌唱。この短期間で2回の同番組出演は異例。動画サムネイルでは長谷川の写真と、長谷川が演じる喜多郁代の描き下ろしイラストが並ぶ画像が掲載された。
2025年12月6日に韓国・KINTEXにて初の海外ワンマンライブを行うことが発表された。

## メンバー
青山 吉能（あおやま よしの）
ボーカル担当（後藤ひとり 役）。イメージカラーは   ピンク。企画「ギターヒーローへの道」やライブなどで実際にギターを演奏したことが数回ある。
鈴代 紗弓（すずしろ さゆみ）
ボーカル担当（伊地知虹夏 役）。イメージカラー   黄。
水野 朔（みずの さく）
ボーカル担当（山田リョウ 役）。イメージカラーは   青。
長谷川 育美（はせがわ いくみ）
ボーカル担当（喜多郁代 役）。イメージカラーは   赤。

## 演奏
アニメ・アルバム音源収録時における実際の楽器演奏担当者はドラムが比田井修、ベースが高間有一、ギターがakkinと三井律郎。最初に音楽ディレクターの岡村弦から声をかけられたのが三井で、ドラムの比田井は「虹夏はメロコアやジャパニーズパンクが好きという設定のため、キックを多く踏む元気な感じのドラムがいい」と、ベースの高間は「変態ベースがリョウっぽい（笑）」「リョウはひとりよりも先輩で音楽知識も豊富だから、自分（三井）よりも先輩がいい」ということで三井から声をかけられた。一部編曲も担当したakkinには岡村から声がかかった。
各イベント・ライブにおける奏者は、音源収録時のメンバーと違うこともある（各イベント・ライブにおける奏者は後述）。YouTube掲載企画として、ギター初心者の青山吉能が「青春コンプレックス」のギター演奏を練習する「ギターヒーローへの道」が行われたが、その延長で、ワンマンライブ「結束バンドLIVE-恒星-」にて青山が「転がる岩、君に朝が降る」（アニメ第1期最終話エンディングに使用）を、ギターを弾きながら歌うというサプライズが行われた。青山はマイナビ 閃光ライオット2023にもオープニングアクトとして他の楽器演奏メンバーとともに「結束バンド」として出演し、ギター・ボーカルを担当した。2024年9月8日から開始されたライブツアー“We Will”では青山は追加で「Re:Re:」のギターボーカルも行ったのに加え、“We Will”の追加公演かつ結束バンド初のワンマンアリーナライブとなる“We will B”（2025年2月15日開催）では、青山がギター、長谷川育美がギター・ボーカル、水野朔がベース・コーラス、鈴代紗弓がドラムを担当し、声優陣で「結束バンド」を再現しての「フラッシュバッカー」が披露された。

### 演奏メンバー
akkin
ギター担当。元ハートバザール、ジェット機、myuuRyのメンバー。
三井律郎
ギター担当。THE YOUTH、LOST IN TIME、la la larksのメンバー。
比田井修
ドラム担当。School Food Punishmentの元メンバー。
高間有一
ベース担当。

## ディスコグラフィ

### シングル
| 発売日         | タイトル                                    | 規格                   | 規格品番   | 備考 |
| -------------- | ------------------------------------------- | ---------------------- | ---------- | ---- |
| 2022年10月9日  | Distortion!!                                | デジタル・ダウンロード | -          |      |
| 2022年10月12日 | 青春コンプレックス                          | CD                     | SVWC-70594 |      |
| 2022年10月30日 | カラカラ                                    | デジタル・ダウンロード | -          |      |
| 2022年11月6日  | ギターと孤独と蒼い惑星                      | デジタル・ダウンロード | -          |      |
| 2022年11月27日 | あのバンド                                  | デジタル・ダウンロード | -          |      |
| 2022年11月27日 | なにが悪い                                  | デジタル・ダウンロード | -          |      |
| 2022年12月25日 | 転がる岩、君に朝が降る                      | デジタル・ダウンロード | -          |      |
| 2022年12月25日 | 忘れてやらない                              | デジタル・ダウンロード | -          |      |
| 2022年12月25日 | 星座になれたら                              | デジタル・ダウンロード | -          |      |
| 2023年5月24日  | 光の中へ                                    | CD                     | SVWC-70620 |      |
| 2024年6月9日   | 月並みに輝け/今、僕、アンダーグラウンドから | デジタル・ダウンロード | -          |      |
| 2024年6月9日   | 月並みに輝け/今、僕、アンダーグラウンドから | デジタル・ダウンロード | -          |      |
| 2024年8月11日  | ドッペルゲンガー/Re:Re:                     | デジタル・ダウンロード | -          |      |

#### 未シングル化楽曲
| 発売日         | タイトル             | 収録アルバム  |
| -------------- | -------------------- | ------------- |
| 2022年12月25日 | ひみつ基地           | 結束バンド    |
| 2022年12月25日 | ラブソングが歌えない | 結束バンド    |
| 2022年12月25日 | 小さな海             | 結束バンド    |
| 2022年12月25日 | フラッシュバッカー   | 結束バンド    |
| 2024年8月14日  | 僕と三原色           | Re:結束バンド |
| 2024年8月14日  | 秒針少女             | Re:結束バンド |
| 2024年9月6日   | milky way            | We will       |
| 2024年9月6日   | 惑う星               | We will       |
| 2024年9月6日   | UNITE                | We will       |
| 2024年9月6日   | 夢を束ねて           | We will       |

### アルバム

#### オリジナル・アルバム
| 発売日         | タイトル   | 規格          | 規格品番                     | 備考 |
| -------------- | ---------- | ------------- | ---------------------------- | ---- |
| 2022年12月28日 | 結束バンド | CD+BD         | SVWC-70613（期間生産限定盤） |      |
| 2023年12月27日 | 結束バンド | 2LP（重量盤） | SVWJ-70613（完全生産限定盤） |      |
| 2023年12月27日 | 結束バンド | CD            | SVWC-70640（通常盤）         |      |
| 2024年8月16日  | 結束バンド | CT            | -（数量限定）                |      |

#### ミニ・アルバム
| 発売日        | タイトル      | 規格 | 規格品番   | 備考 |
| ------------- | ------------- | ---- | ---------- | ---- |
| 2024年8月14日 | Re:結束バンド | CD   | SVWC-70668 |      |
| 2024年11月6日 | We will       | CD   | SVWC-70677 |      |

#### カバー・アルバム
| 発売日         | タイトル                                                   | 規格 | 規格品番   | 備考 |
| -------------- | ---------------------------------------------------------- | ---- | ---------- | ---- |
| 2024年12月25日 | きらら トリビュート コレクション「結束バンドの歌ってみた」 | CD   | SVWC-70696 |      |

### 映像作品

#### ライブ・ビデオ
| 発売日            | タイトル                    | 規格 | 規格品番                       | 備考                                                                                                  |
| ----------------- | --------------------------- | ---- | ------------------------------ | --- |
| 2023年11月22日    | 結束バンドLIVE -恒星-       | 3BD  | ANZX-10294/6（完全生産限定版） | |
| 2023年11月22日    | 結束バンドLIVE -恒星-       | 3DVD | ANZB-10294/6（完全生産限定版） | |
| 2025年10月8日予定 | 結束バンド TOUR “We will B” | 4BD  | ANZX-10343/7（特装版）         | 結束バンド ZEPP TOUR 2024 “We will”（東京公演）およびJAPAN JAM2024/ROCK IN JAPAN FES.2024の模様も収録 |
| 2025年10月8日予定 | 結束バンド TOUR “We will B” | 2BD  | ANZX-10348/9（完全生産限定版） | |
| 2025年10月8日予定 | 結束バンド TOUR “We will B” | 2DVD | ANZB-10348/9（完全生産限定版） | |

## ライブ
| 開催 | 題名                                            | 日付     | 会場（所在地）                                      |
| ---- | ----------------------------------------------- | -------- | --------------------------------------------------- |
| 2023 | 結束バンドLIVE -恒星-                           | 5月21日  | Zepp Haneda（東京）                                 |
| 2024 | 結束バンド ZEPP TOUR 2024 “We will”             | 9月8日   | Zepp Osaka Bayside （大阪）                         |
| 2024 | 結束バンド ZEPP TOUR 2024 “We will”             | 10月19日 | Zepp Sapporo (北海道)                               |
| 2024 | 結束バンド ZEPP TOUR 2024 “We will”             | 11月9日  | Zepp Haneda（東京）                                 |
| 2024 | 結束バンド ZEPP TOUR 2024 “We will”             | 11月24日 | Zepp Nagoya (愛知)                                  |
| 2024 | 結束バンド ZEPP TOUR 2024 “We will”             | 12月22日 | Zepp Fukuoka (福岡)                                 |
| 2025 | 結束バンド TOUR ADDED “We will B”               | 2月15日  | 武蔵野の森総合スポーツプラザ メインアリーナ（東京） |
| 2025 | KESSOKU BAND LIVE in KOREA "From Shimokitazawa" | 12月6日  | KINTEX HALL 9 (韓国)                                |

## 受賞・ノミネート
| 年   | 賞                                  | 部門                                       | 候補                                  | 結果       | 出典   |
| ---- | ----------------------------------- | ------------------------------------------ | ------------------------------------- | ---------- | ------ |
| 2022 | 令和4年アニソン大賞                 | キャラクターソング賞                       | 青春コンプレックス（結束バンド）      | 受賞       | [ 35 ] |
| 2022 | 令和4年アニソン大賞                 | キャラクターソング賞                       | ギターと孤独と蒼い惑星（結束バンド）  | ノミネート | [ 35 ] |
| 2022 | 令和4年アニソン大賞                 | キャラクターソング賞                       | あのバンド（結束バンド）              | ノミネート | [ 35 ] |
| 2023 | 第9回 Anime Trending Awards         | Opening Theme Song of the Year             | 青春コンプレックス（結束バンド）      | 2          | [ 36 ] |
| 2023 | 第9回 Anime Trending Awards         | Ending Theme Song of the Year              | Distortion!!（結束バンド）            | 4          | [ 36 ] |
| 2023 | 第9回 Anime Trending Awards         | Ending Theme Song of the Year              | カラカラ（結束バンド）                | 8          | [ 36 ] |
| 2023 | 第9回 Anime Trending Awards         | Ending Theme Song of the Year              | なにが悪い（結束バンド）              | 9          | [ 36 ] |
| 2023 | Billboard JAPAN Music Awards        | Hot Albums                                 | 結束バンド「結束バンド」              | 11         | [ 37 ] |
| 2023 | Billboard JAPAN Music Awards        | Download Albums                            | 結束バンド「結束バンド」              | 受賞       | [ 38 ] |
| 2023 | ニュータイプアニメアワード2022-2023 | 主題歌賞                                   | 青春コンプレックス（結束バンド）      | 受賞       | [ 39 ] |
| 2024 | クランチロール・アニメアワード2024  | 最優秀アニソン賞                           | 青春コンプレックス（結束バンド）      | ノミネート | [ 40 ] |
| 2024 | 第18回声優アワード                  | 歌唱賞                                     | 結束バンド                            | 受賞       | [ 41 ] |
| 2024 | 第16回CDショップ大賞                | 入賞作品＜青＞                             | 結束バンド「結束バンド」              | ノミネート | [ 42 ] |
| 2025 | 第39回 日本ゴールドディスク大賞     | アニメーション・アルバム・オブ・ザ・イヤー | ぼっち・ざ・ろっく！「Re:結束バンド」 | 受賞       | [ 43 ] |

## 出演

### テレビ
- NHK WORLD-JAPAN MUSIC FESTIVAL（2023年11月26日、NHK WORLD-JAPAN）- 2023年10月28日に公開収録が行われた。内容は後述。
- Venue101（2024年6月15日、NHK総合） - 生放送の番組で、トークパートでは声優の青山吉能、鈴代紗弓、水野朔、長谷川育美が出演、ライブではボーカルが長谷川育美、ギターが高慶卓史とakkin、ベースが須長和広、ドラムスがGOD後藤で、「月並みに輝け」を披露[44]。

## イベント
結束バンドLIVE-恒星-
2023年5月21日にZepp Hanedaで開催された「結束バンド」初のワンマンライブイベント。結束バンドのキャスト4人が登壇し、ネット配信も行われた。このライブにおいて新曲「光の中へ」と「青い春と西の空」が初披露され、2024年春に劇場にて『ぼっち・ざ・ろっく!』の総集編が上映されることが発表された。
バンドメンバーはギターが生本直毅と五十嵐勝人、ベースが山崎英明、ドラムスが石井悠也だが、アンコールではサプライズとして青山吉能がギター・ボーカルとして「転がる岩、君に朝が降る」を披露した。
ライブ内容は2023年11月22日発売のBD/DVDに収録。またBD/DVDの発売に先駆けて、劇場イベント上映を2023年11月17日から11月30日まで実施。
マイナビ 閃光ライオット2023 produced by SCHOOL OF LOCK!
2023年8月7日に東京都・Zepp DiverCity（TOKYO）にて9年ぶりに開催された「閃光ライオット」のオープニングアクトとして結束バンドが出演した。ギター・ボーカルとして青山吉能が出演する以外はギターが三井律郎、ドラムスが比田井修、ベースが高間有一と、結束バンドのオリジナルの演奏メンバーが出演し、『転がる岩、君に朝が降る』の1曲を披露した。
なお、原作には「閃光ライオット」および、2015年から2019年に「閃光ライオット」の代わりに開催されていたイベント「未確認フェスティバル」をオマージュした「未確認ライオット」というイベントが登場している。
NHK WORLD-JAPAN MUSIC FESTIVAL 公開収録
NHKの国際放送であるNHK WORLD-JAPANにて放送された『NHK WORLD-JAPAN MUSIC FESTIVAL』の公開収録が2023年10月28日にNHKホールにて開催された。
番組はNHK WORLD-JAPANでPart 1 とPart 2に分けて2023年11月19日と11月26日に放送され、結束バンドの出演パートはPart 2にて放送された、2024年1月3日にはNHK総合でも23時25分から2時間に編集されて、放送された。
バンドメンバーとしてはボーカルが長谷川育美、ギターがakkinと中原弘斗、ベースがHISAYO、ドラムスが比田井修で、「青春コンプレックス」の結束バンドによるテレビ初披露となった。
「結束バンドLIVE-恒星-」劇場上映記念舞台挨拶
2023年5月に開催された初の単独ライブ『結束バンドLIVE-恒星-』のBlu-ray&DVDの11月22日の発売に先立って映画館にて期間限定で上映されるのを記念して、結束バンドのキャスト4人が新宿バルト9にて舞台挨拶をおこなった。
JAPAN JAM 2024
毎年ゴールデンウィークに開催されている野外音楽フェスティバル「JAPAN JAM」にて、2024年5月4日のステージに「結束バンド」が出演。バンドメンバーはボーカルが長谷川育美、ギターが三井律郎とakkin、ベースが高間有一、ドラムスが石井悠也で、オリジナル曲の「SESSION〜JAPAN JAMのテーマ〜」のほか「青春コンプレックス」「光の中へ」などを披露。ライブ内容は2025年10月8日発売予定の『結束バンドTOUR “We will B”』特装版BDに収録。
ROCK IN JAPAN FES. 2024
毎年8月に開催されている日本最大の野外ロックフェスティバル「ROCK IN JAPAN FESTIVAL」にて、2024年8月4日のステージに「結束バンド」が出演。バンドメンバーはボーカルが結束バンドのキャスト4人。ギターが三井律郎とakkin、ベースが高間有一、ドラムスが石井悠也で、オリジナル曲の「ROCK IN JAPANのテーマ」のほか「今、僕、アンダーグラウンドから」「月並みに輝け」などを披露。ライブ内容は2025年10月8日発売予定の『結束バンドTOUR “We will B”』特装版BDに収録。なお漫画原作には「結束バンドが“ロッキンジャポン”に出るというデマが広がる」話がある。
結束バンドZEPP TOUR 2024 “We Will”
2024年9月8日から12月22日までのスケジュールで開催予定の、日本各地5カ所のZepp（Osaka、Sapporo、Haneda、Nagoya、Fukuoka）をまわる「結束バンド」によるライブツアー。ボーカルが結束バンドのキャスト4人。バンドメンバーは三井律郎、比田井修、高間有一、akkin。東京会場のみ比田井修、akkin、山崎英明、高慶“CO-K”卓史。東京公演（Zepp Haneda）はライブビューイング及び生配信を実施。東京公演の模様は、2025年10月8日発売予定の『結束バンドTOUR “We will B”』特装版BDに収録。
結束バンドTOUR “We will B”
2025年2月15日に武蔵野の森総合スポーツプラザメインアリーナで実施された“We Will”追加公演で、「結束バンド」初のワンマンアリーナライブ。バンドメンバーは三井律郎、比田井修、高間有一、akkinだが、サプライズで青山吉能がギター、長谷川育美がギター・ボーカル、水野朔がベース・コーラス、鈴代紗弓がドラムを担当しての「フラッシュバッカー」が披露された。ライブビューイング及び生配信も実施され、ライブビューイングは日本各地の映画館だけではなく香港・台北・台中・高雄・ソウルの映画館でも実施。ライブ内容は2025年10月8日発売予定のBD/DVDに収録。
リスアニ！ LIVE 2025
2025年1月24日から1月26日までのスケジュールにて日本武道館で開催された「リスアニ！ LIVE 2025」の26日のステージに「結束バンド」が参加。バンドメンバーはボーカルが長谷川育美および青山吉能、ギターが生本直毅とakkin、ベースが山崎英明、ドラムスが比田井修。
CENTRAL MUSIC ＆ ENTERTAINMENT FESTIVAL 2025
2025年4月4日から4月6日までのスケジュールにてKアリーナ横浜など横浜市の複数の会場で開催される「CENTRAL MUSIC ＆ ENTERTAINMENT FESTIVAL 2025」の2日目、2025年4月5日に「結束バンド」がボーカル長谷川育美および青山吉能、バンドメンバーは三井律郎、比田井修、高間有一、akkinで参加した。ステージの模様はYouTubeのTHE FIRST TAKEチャンネルで生配信の後、アーカイブも同チャンネルで期間限定で無料で公開された。
JAPAN JAM 2025
2024年に引き続き、2025年5月4日の「JAPAN JAM」ステージに「結束バンド」が出演。ボーカルが長谷川育美、バンドメンバーは三井律郎、比田井修、高間有一、akkin。
ROCK IN JAPAN FES. 2025
2024年に引き続き、2025年9月13日の「ROCK IN JAPAN FESTIVAL」ステージに「結束バンド」が出演。ボーカルが結束バンドのキャスト4人。バンドメンバーは三井律郎、比田井修、高間有一、akkin。
KESSOKUBAND LIVE in KOREA「From Shimokitazawa」
2025年12月6日に韓国・KINTEXにて開催予定の、「結束バンド」初の海外ワンマンライブイベント。ボーカルが結束バンドのキャスト4人。バンドメンバーは三井律郎、比田井修、高間有一、akkin。